# Rio de Janeiro (Schiff, 1866)
Die Rio de Janeiro war ein brasilianisches Panzerkanonenboot, das im Tripel-Allianz-Krieg noch im Jahr seiner Indienststellung aufgrund von Seeminentreffern auf dem Río Paraguay sank.  

## Geschichte

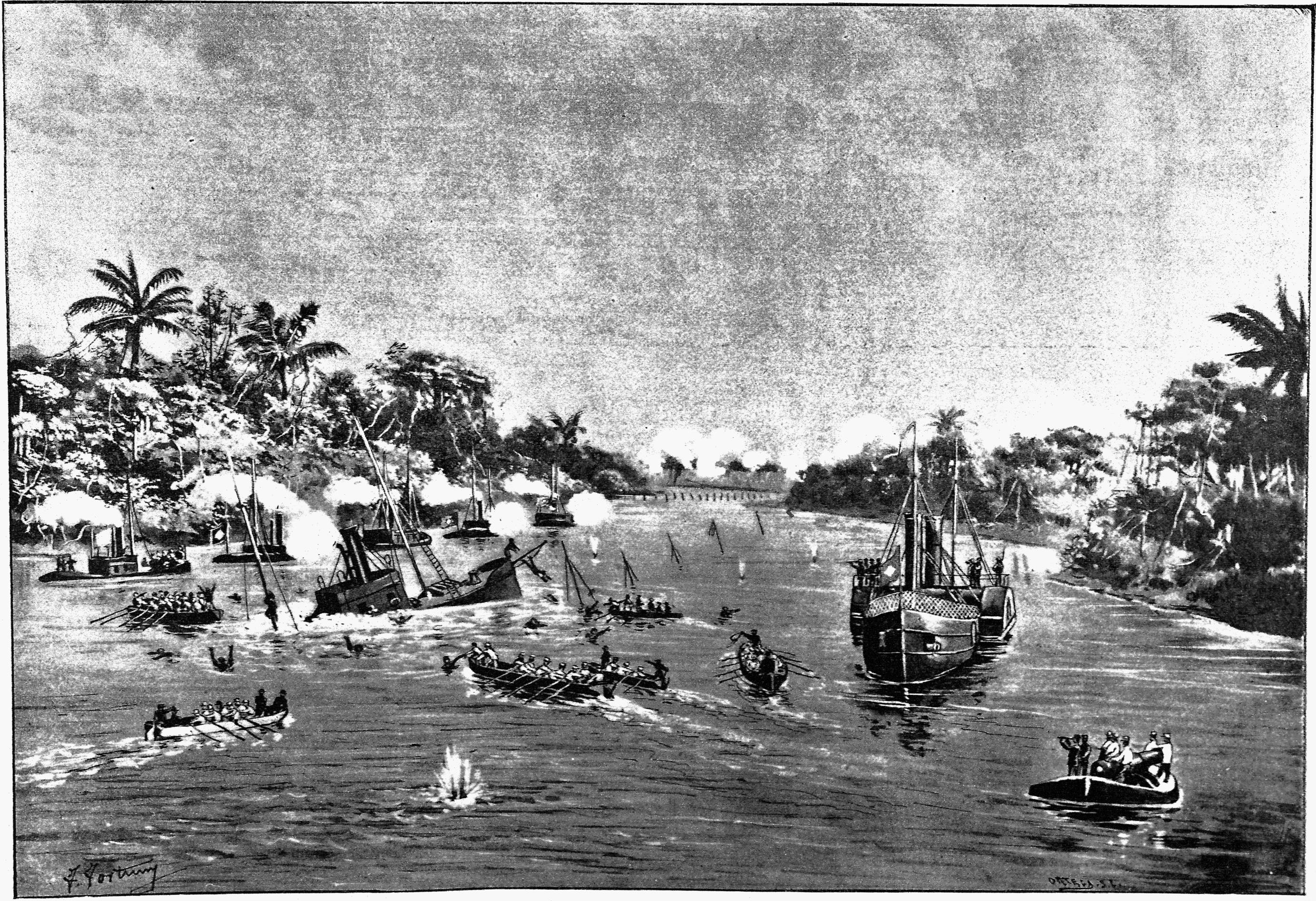
El Encorazado Rio de Janeiro echado á pique por un torpedo paraguayo, frente a Curuzú, el 3 de setiembre de 1866

Der Bauauftrag durch die Kaiserlich Brasilianische Marine erfolgte nach Kriegsausbruch. Die Kiellegung erfolgte im Mai 1865. Verantwortlich für den Bau war Napoleão Level (1828–1915), der erste brasilianische Marine-Ingenieur. Benannt wurde das Schiff nach der damaligen kaiserlichen Provinz Rio de Janeiro, dem heutigen   Bundesstaat Rio de Janeiro. Scheina bezeichnet die Konstruktion als simpel, jedoch effektiv, vergleichbar mit Konstruktionen, die im Sezessionskrieg auf Flüssen wie dem Mississippi River zum Einsatz kamen.
Am 4. Mai 1866 traf die Rio de Janeiro im Kriegsgebiet auf dem Río Paraguay ein. Am 1. September beschoss das Kanonenboot in der Schlacht um Fort Curuzú  die paraguayischen Festungsanlagen, wobei sie einen Treffer aus einem 68Pfünder erhielt, der vier Besatzungsmitglieder tötete und fünf verwundete. Nach kurzer Reparatur beschoss das Boot am nächsten Tag, dem 2. September, erneut Festungsanlagen. Dabei stieß es mit zwei zeitgenössisch „Torpedos“ genannten Treibminen zusammen, die das Schiff innerhalb kürzester Zeit zum Sinken brachte. 53 Mann der Besatzung, darunter der Kommandant, Brasílio Silvado, kamen ums Leben. 
Der ehemalige konföderierte Ingenieur James Hamilton Tomb (1839–1929), der für die Brasilianer als Berater tätig war, hatte den Kommandanten der Rio de Janeiro vor Treibminen gewarnt. Seine Hinweise waren jedoch angeblich nicht beachtet worden. Das Wrack der Rio de Janeiro konnte nicht geborgen werden und befindet sich unter einer 15 m dicken Sandschicht.